# ویکو هاکولینن
ویکو هاکولینن ورزشکار مرد رشتهٔ اسکی صحرانوردی اهل کشور فنلاند است. وی در بین سال‌های ‎۱۹۵۲ تا ۱۹۶۰ میلادی در مسابقات بازی‌های المپیک زمستانی در مجموع ۷ مدال، شامل ۳ مدال طلا و ۳ نقره و ۱ برنز را کسب کرد.